# La Chapelle-Saint-Jean
Chapelle-Saint-Jean – miejscowość i gmina we Francji, w regionie Nowa Akwitania, w departamencie Dordogne.
Według danych na rok 1990 gminę zamieszkiwało 69 osób, a gęstość zaludnienia wynosiła 19 osób/km² (wśród 2290 gmin Akwitanii Chapelle-Saint-Jean plasuje się na 1105. miejscu pod względem liczby ludności, natomiast pod względem powierzchni na miejscu 1505.).